# Koziany (sielsowiet Nowosiółki)
Koziany (biał. Казяны; ros. Козяны) – dawny zaścianek. Tereny, na których był położony, leżą obecnie na Białorusi, w obwodzie grodzieńskim, w rejonie oszmiańskim, w sielsowiecie Nowosiółki.

## Historia
W czasach zaborów w gminie Kucewicze, w powiecie oszmiańskim, w guberni wileńskiej Imperium Rosyjskiego. 
W latach 1921–1945 zaścianek leżał w Polsce, w województwie wileńskim, w powiecie oszmiańskim, w gminie Polany a następnie w gminie Kucewicze.
W 1931 wieś w 4 domach zamieszkiwały 24 osoby.
Wierni należeli do parafii rzymskokatolickiej w Oszmianie. Miejscowość podlegała pod Sąd Grodzki w Oszmianie i Okręgowy w Wilnie; właściwy urząd pocztowy mieścił się w Oszmianie.